# Giorgio Bernardin
Giorgio Bernardin (Bonassola, 24 aprile 1928 – Bonassola, 28 giugno 2011) è stato un calciatore italiano, di ruolo centromediano (stopper o centrale di difesa).

## Carriera
Nato a Bonassola, località vicina alle Cinque Terre, Bernardin appartiene a quella generazione di calciatori che nel dopoguerra italiano si trova a dover essere impiegata in modo repentino in una nazione devastata da lutti e bombardamenti e che vuole scrollarsi di dosso brutti ricordi.
Inizia a tirare calci con squadre locali ed esordisce in Serie C con l'Entella nella stagione 1947-1948, prima di approdare nel 1949 alla Sampdoria, dove non riesce però a trovare spazio.
Per Bernardin la possibilità è data dal Lecce, nuovamente in Serie C. Dopo due anni da titolare, viene notato da Paolo Mazza, il presidente della SPAL, che è alle prese con il rafforzamento della sua squadra da un solo anno approdata in Serie A. Mazza si sta consacrando come un presidente dal grande fiuto, che gira per i campetti di provincia con l'intento di scoprire ragazzi da lanciare nella sua squadra.
Così Bernardin arriva a Ferrara ed esordisce in Serie A il 16 novembre 1952 a Genova contro la Sampdoria, con il risultato di 2 a 2.
L'anno dopo Bernardin non manca nemmeno un incontro e, in una squadre indebolita dalla partenza di Bugatti, Fontanesi e Bennike, la SPAL arriva penultima a 26 punti assieme all'Udinese e al Palermo, precedendo di un solo punto il Legnano; si va pertanto agli spareggi.
L'Udinese batte la SPAL e pareggia con il Palermo, pertanto nel giugno del 1954 a Roma la SPAL si gioca tutto. Il Palermo segna per primo, ma poi pareggia Olivieri e, a tempo scaduto, Bernardin su punizione regala la vittoria alla SPAL e condanna il Palermo alla retrocessione.
Bernardin, per quella rete, verrà ribattezzato dai tifosi spallini Piede di Dio. Mazza non esita quindi a vendere il suo gioiello a buon prezzo e l'acquirente fu in quel caso la scudettata Inter. Riceve in cambio molti quattrini e il coetaneo, nonché come lui spezzino, Pietro Broccini.
A Milano Bernardin ha l'occasione di entrare nel grande calcio assieme a Giorgio Ghezzi, Benito Lorenzi, Lennart Skoglund e quel Fulvio Nesti anch'egli di provenienza spallina. L'allenatore è sempre quello degli ultimi scudetti, ovvero Alfredo Foni, che cerca in Giorgio il sostituto di Attilio Giovannini, di quattro anni più anziano e passato alla Lazio. L'Inter delude ed arrivò ottava e quindi, dopo una stagione a Milano da titolare, Bernardin viene dato in prestito alla Triestina per l'arrivo in nero-azzurro di Rino Ferrario.
La mossa non si rivela felice, perché Bernardin a Trieste si rivela fondamentale per la salvezza degli alabardati e manca un'unica partita di campionato.
Torna pertanto a Milano nel 1956, dove trova Annibale Frossi allenatore. Ancora un anno da titolare, e poi nel 1957/58 una stagione più sotto tono agli ordini del britannico Carver.
Al termine di quella stagione torna a Trieste, ma stavolta non riesce a evitare che i giuliani retrocedano in Serie B.
Acquistato dalla Roma, parte titolare, per poi perdere il posto a seguito di una serie di infortuni che ne limitano il rendimento. Per lui solo 4 partite di campionato e 2 di Coppa Italia, per poi ritirarsi a 32 anni dal calcio, condizionato ormai dalla non più buona integrità fisica che gli anticipa la chiusura della carriera.
Nel 1954 gioca una partita in Nazionale B, Italia -Francia 1-1, Roma stadio olimpico. In carriera ha collezionato complessivamente 207 presenze e 3 reti in Serie A. 
Viene convocato in nazionale maggiore 2 volte: la prima in Italia -Jugoslavia dove va in tribuna (non esisteva la panchina), la seconda volta per Irlanda - Italia, ma rifiuta per la paura di volare. Tale rifiuto gli precludera' ulteriori convocazioni.
Nel 1952, grazie alla sua generosità (l'ingaggio è dell'Inter), invia alla famiglia a Bonassola i soldi necessari per edificare un moderno albergo (Hotel delle Rose) gestito poi fino al 1972 dai suoi fratelli; da quell'anno rientra al paese (si era fermato a Milano dove si era sposato) e con la propria famiglia porta avanti l'attività. Dopo la sua morte l'hotel viene gestito dai due figli.
È scomparso nel 2011 all'età di 83 anni.